# Ян Дідак
Ян Зігмунт Дідак (пол. Jan Zygmunt Dydak; 14 червня 1968, Челядзь, Сілезьке воєводство — 27 березня 2019, Слупськ) — польський боксер, призер Олімпійських ігор та чемпіонату Європи.

## Аматорська кар'єра
Ян Дідак тричі (1987, 1990, 1991) вигравав звання чемпіона Польщі в напівсередній та першій середній вазі, а 1988 року був срібним призером.
На Олімпійських іграх 1988 завоював бронзову медаль.
- В 1/16 фіналу переміг Хосе Гарсія (Венесуела) — 4-1
- В 1/8 фіналу переміг Умберто Аранда (Коста-Рика) — 4-1
- У чвертьфіналі переміг Адеваля Адегбусі (Нігерія) — 4-1
- У півфіналі через травму не вийшов проти Роберта Вангіла (Кенія)

На чемпіонаті Європи 1991 здобув дві перемоги, а у півфіналі програв Ісраелю Акопкохяну (СРСР).
На чемпіонаті світу 1991 програв в другому бою Торстену Шмітц (Німеччина). Того ж року завершив виступи через серйозну травму руки.